# Rauf Orbay
Hüseyin Rauf Orbay, né le 27 juillet 1881 à Constantinople (Empire ottoman) et mort le 16 juillet 1964 à Istanbul (Turquie) est un militaire et homme politique ottoman puis turc.

## Biographie
Il a d'abord servi comme officier dans la marine de l'Empire ottoman, il était le capitaine du cuirassé Hamidiye durant la Guerre des Balkans. Le 31 octobre 1918, il a signé l'Armistice de Moudros, mettant fin à la guerre entre l'Empire Ottoman et les alliés. Quand la guerre d'indépendance turque a débuté, il a démissionné de son poste de ministre de la marine pour rejoindre à Ankara les forces de Mustafa Kemal. Il a été élu membre du comité représentatif dans le congrès d'Erzurum le 23 juillet 1919. 
Lorsque Mustafa Kemal voulut créer un deuxième pouvoir politique à Ankara pour lutter contre le sultan, Rauf s'y opposa en refusant de porter atteinte au prestige ou à l'autorité du sultan. Puis, il rejoignit le congrès de Sivas le 4 septembre 1919 en tant que délégué, et en a été élu vice-président. 
Lors de la libéralisation de l'Empire à la fin de l'année 1919, Rauf gagna Istanbul pour devenir député du parlement impérial. Il demanda à Mustafa Kemal de venir le rejoindre, mais celui-ci refusa. 
Les députés, croyant pouvoir faire voter des lois contre l'occupation des puissances européennes en Anatolie, se heurtèrent à la résistance du Royaume-Uni qui décida de fermer le parlement et de faire arrêter tous les députés. Beaucoup de députés réussirent à fuir et à rejoindre Mustafa Kemal à Ankara, mais Rauf fut quant à lui arrêté par les Britanniques qui le déportèrent à l'île de Malte.
Il regagna la Turquie quelques années plus tard. En 1921, il devint président du conseil de la Grande Assemblée nationale de Turquie. À la fin de la guerre d'indépendance, la question se posa pour les députés de la nouvelle forme de l'État turc. Les députés menés par Mustafa Kemal voulaient une république séculaire, mais les députés menés par Rauf voulaient le retour du califat constitutionnellement reconnu et contrôlé, comme sous les Jeunes-Turcs. 
Le 11 août 1922 il devint le premier ministre du gouvernement provisoire.
Lorsque Mustafa Kemal proclama la République en 1923, Rauf essaya de s'y opposer mais il échoua. Il dut se résoudre à la naissance d'un nouvel État turc républicain.
Il devint en 1924 l'un des fondateurs avec Ali Fuat et Kazım Karabekir du premier parti d'opposition de la Turquie, le Terakkiperver Cumhuriyet Fırkası (Parti républicain progressiste), qui fut rapidement dissout par les autorités. En 1926, il participa avec des militaires et l'opposition à un projet d'attentat contre Mustafa Kemal (le complot de Smyrne). Celui-ci fut découvert par la police, et les responsables furent arrêtés. Un procès eut alors lieu, et il fut condamné à la dégradation militaire et à l'indignité nationale à vie, ce qui le poussa à l'exil pour l'Europe occidentale où il resta pendant plus de dix ans, jusqu'à la mort de Mustafa Kemal. À son retour, il devint député au parlement turc.
Parfaitement anglophone, il fut durant la Seconde Guerre mondiale l'ambassadeur de la Turquie au Royaume-Uni.